# 益生村
益生村（ますおむら）は三重県桑名郡にかつて存在した村。現在の桑名市中心部の南方、近鉄名古屋線・益生駅の周辺にあたる。

## 地理
- 河川：員弁川

## 歴史
- 1889年（明治22年）4月1日 - 町村制の施行により、上野村・繁松新田および大福村・江場村・本願寺村・矢田村の各大部分の区域をもって発足。
- 1933年（昭和8年）3月20日 - 桑名町に編入。同日益生村廃止。

## 交通

### 鉄道路線
- 伊勢電気鉄道（現・近畿日本鉄道）
  - 本線（現・近鉄名古屋線）
    - 益生駅
- 北勢鉄道
  - 北勢鉄道線（現・三岐鉄道北勢線）
    - 馬道駅